# Rigas Velestinlis

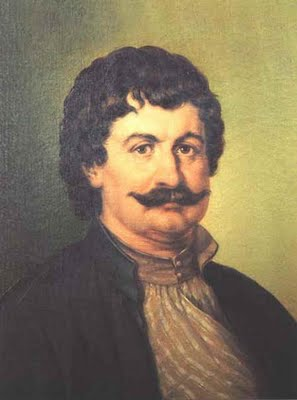
Rigas Velestinlis, postumes Porträt von Peter von Hess

Rigas Velestinlis (griechisch Ρήγας Βελεστινλής, * 1757 in Velestino; † 24. Juni 1798 in Belgrad), nach dem altgriechischen Namen seiner Geburtsstadt (Pherai) auch Rigas Pheraios oder Rigas Fereos genannt, war ein griechischer Schriftsteller und Revolutionär.
Velestinlis gilt neben Adamantios Korais als Wegbereiter der griechischen Revolution von 1821, die letztlich zur griechischen Unabhängigkeit vom Osmanischen Reich führte. Seine Vision war die Unabhängigkeit vom Osmanischen Reich in Form einer Föderation der Länder Südosteuropas. Sein Konterfei ziert heute die griechischen 10-Cent-Münzen.

## Leben

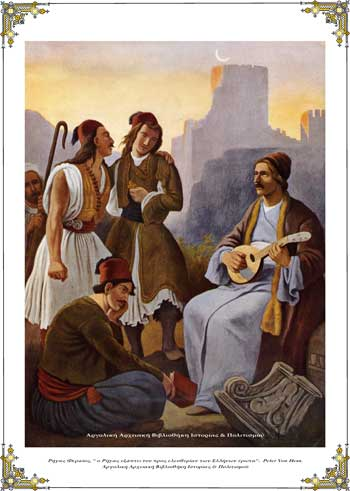
Rigas Feraios entfacht die Freiheitsliebe der Griechen, Gemälde von Peter von Hess

Um 1776 verließ er das thessalische Velestino (davor war er unter anderem als Lehrer in Kissos, Pilion tätig) und ging nach Konstantinopel, wo er Sekretär des Phanarioten Alexandros Ypsilantis wurde, der zu dieser Zeit als Dolmetscher unter Sultan Abdülhamid I. diente. Ypsilantis fühlte sich als Mentor dem jungen Velestinlis gegenüber verpflichtet und bemühte sich vor allem um dessen geistige Förderung. In den folgenden Jahren erlernte Velestinlis im Rahmen seiner Tätigkeit für den Dragomanen die deutsche, französische und italienische Sprache.

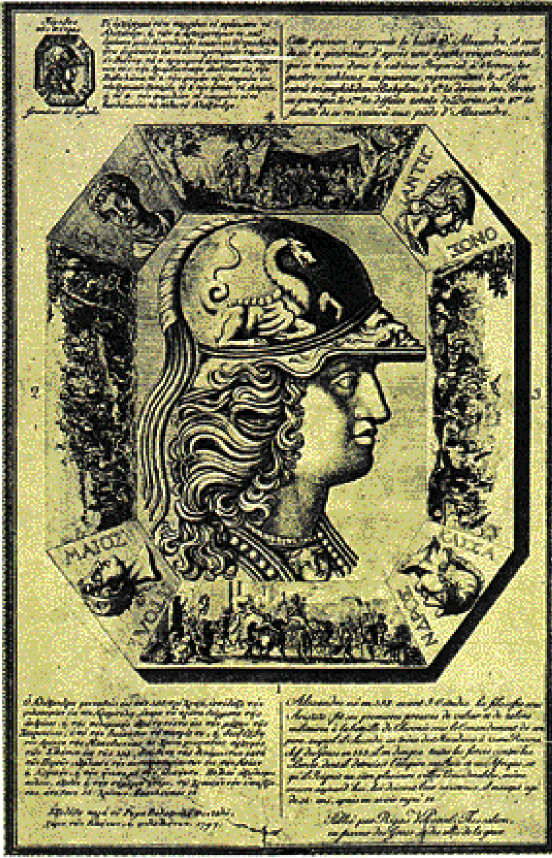
Ausgabe der von Velestinlis herausgegebenen Carte de Grèce

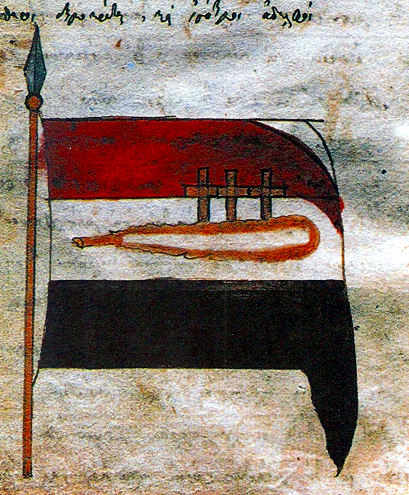
Von Velestinlis entworfene Flagge für die Balkan-Föderation.

In den Jahren von 1788 bis 1790 arbeitete Velestinlis als Sekretär des Phanarioten Nikolaos Mavrogenis, der das Fürstentum Moldau verwaltete. Hier machte er sich mit der französischen Literatur und Philosophie vertraut, vor allem mit Rousseau und Voltaire. Zur Zeit des Ausbruchs der Französischen Revolution befand er sich gerade in Bukarest, wo ihn die dort lebenden griechischen Intellektuellen mit Theorien über einen Aufstand der Griechen und anderer Balkanvölker gegen die osmanische Fremdherrschaft nach den Prinzipien der Französischen Revolution zu seinem späteren Lebenswerk inspirierten.
Von der Idee einer Revolution der Aufklärung gegen das feudalistische Osmanische Reich in grenzenlosen Enthusiasmus versetzt, machte er es sich zur Aufgabe, weitere Anhänger und Geldgeber von dieser Vision zu überzeugen, um letztlich zu ihrer Verwirklichung beizutragen. Aus diesem Grunde begann er seine Reisen in Mittel- und Westeuropa. Vor allem bereiste er jene Länder, in denen die Griechen der Diaspora größere Gemeinden gebildet hatten. Der wohl wichtigste Grund für seine Operationen im Ausland war die Tatsache, dass der Großteil der griechischen Intelligenz aus dem Osmanischen Reich dorthin abgewandert war.

Rigas Velestinlis auf der Rückseite der griechischen 10-Cent-Müze

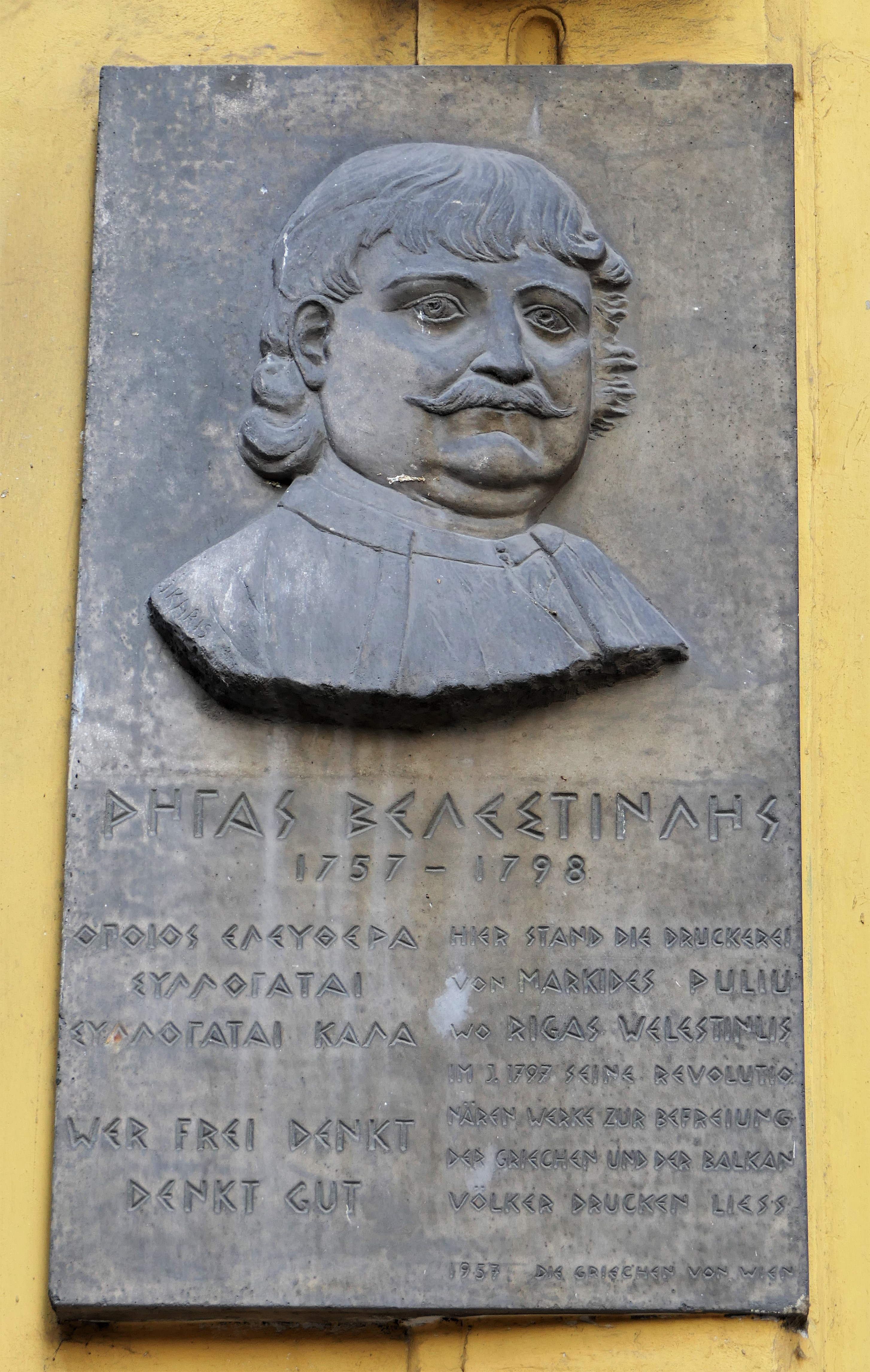
Gedenktafel für Rigas Velestinlis in Wien, Rotenturmstraße 21

Eine der wichtigsten Stationen auf seinen Reisen war Wien 1796. Hier komponierte er revolutionäre Lieder, die später teilweise in das griechische Kulturerbe eingingen. Wie vorher andernorts entfachte er auch hier eine leidenschaftliche Diskussion unter den griechischen Studenten und Händlern. Außerdem ließ er hier viele revolutionäre Schriften drucken und verteilen, unter anderem die „Charta von Hellas“. Diese Charta war ein Verfassungsentwurf eines demokratischen, vom Osmanischen Reich unabhängigen, föderativen Balkanstaates. Velestinlis schrieb in seinem Verfassungsentwurf den Griechen eine Führungsrolle in einer Föderation zu, die auch aus anderen, nichtgriechischen Balkanvölkern bestand. Auch wenn ihm eine chauvinistische Haltung gegenüber den nichtgriechischen Balkanvölkern nicht nachzuweisen ist, wurde mit dieser Führungsrolle das Prinzip der Gleichheit, das der Französischen Revolution entnommen war stark relativiert.
Im Jahre 1798 reiste er nach Triest, wo er kurz nach seiner Ankunft festgenommen wurde. Als Separatist und Revolutionär wurde er ziemlich schnell von den österreichischen an die osmanischen Behörden nach Belgrad übergeben. Am 24. Juni 1798 wurde Velestinlis dort im Turm Nebojša Kula hingerichtet.
Sein Tod konnte jedoch seinen postumen geistigen Einfluss auf Gleichgesinnte in der Balkanbevölkerung nicht verhindern. Seine Vision eines unabhängigen Staates nach dem Vorbild und den Idealen der Französischen Revolution versuchten die Griechen einige Jahrzehnte später durch ihren Aufstand im Jahre 1821 gegen die Hohe Pforte zu verwirklichen.
Im Jahr 1930 wurde in Wien-Hernals (17. Bezirk) die Rhigasgasse nach ihm benannt. Die griechische Gemeinde, in deren Gebiet er geboren wurde, heißt seit 2011 Rigas Fereos. Er ist auch auf der 10-Euro-Silber-Gedenkmünze, die Griechenland anlässlich des 200-jährigen Jahrestages der Griechischen Revolution  herausgibt, abgebildet.

In diesem Turm fand die Hinrichtung Velestinlis statt

Erinnerungstafel an der Außenseite des Hinrichtungsturms